# 小行星5936
小行星5936（英語：5936 Khadzhinov）是一颗围绕太阳公转的小行星。1979年3月29日，尼古拉·切爾尼赫在克里米亚发现了此天体。
这颗小行星的绝对星等为185.03086等。